# Delta D

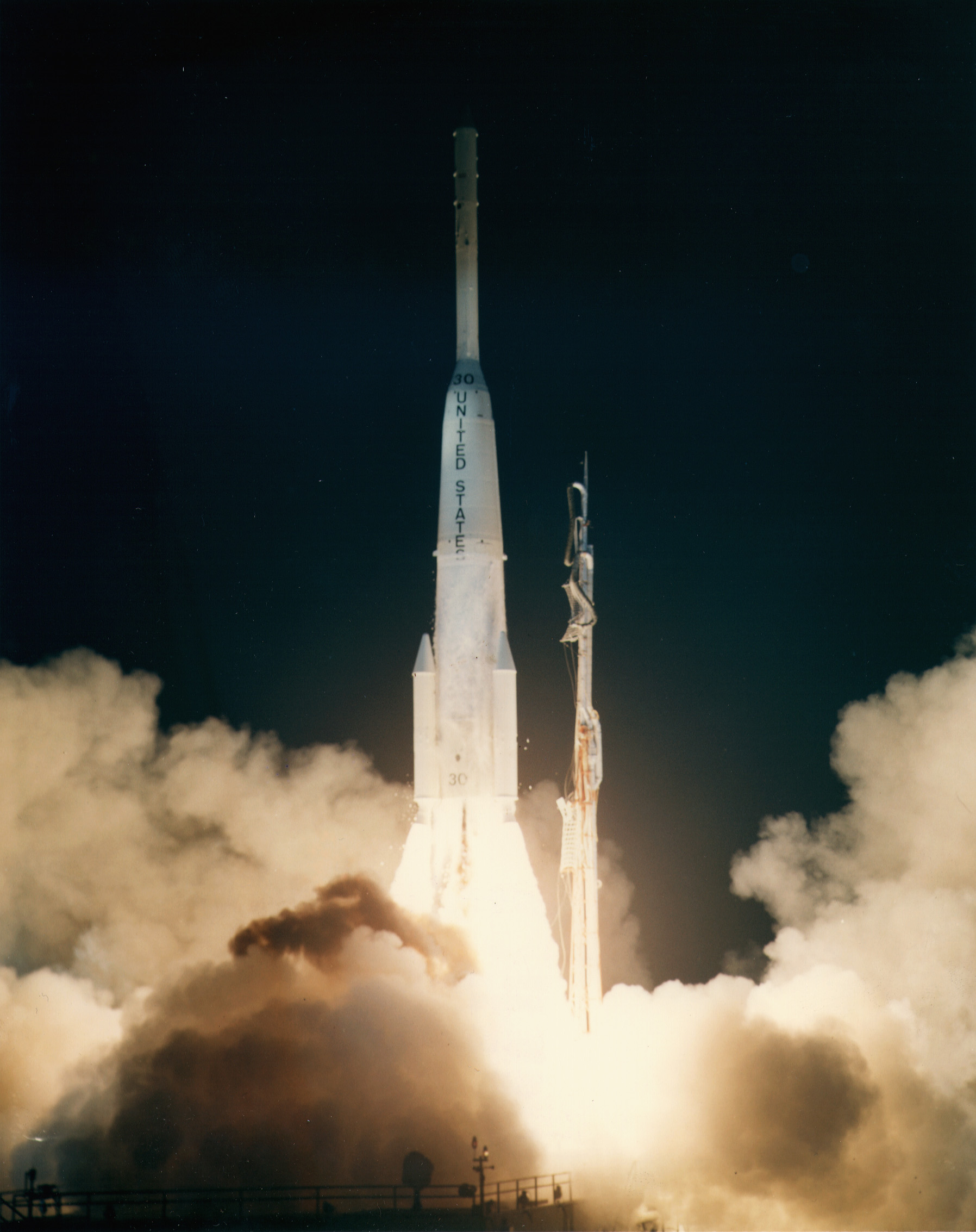
Foguete Delta D

O Delta D foi um foguete espacial leve dos estadunidense em serviço entre 1964 e 1965. 

## Características
O Delta D foi um foguete leve da família de foguetes Delta que foi usado duas vezes entre 1964 e 1965. Parecido com o Delta C, contava com um primeiro e terceiro estágios melhorados e usava três pequenos foguetes aceleradores de propelente sólido para ajudar no lançamento. Era capaz de colocar 104 kg de carga em órbita terrestre baixa.

## Histórico de lançamentos
| Voo      | Data                 | Plataforma de lançamento            | Carga      | Resultado | Notas                       |
| -------- | -------------------- | ----------------------------------- | ---------- | --------- | --------------------------- |
| 417/D-25 | 19 de agosto de 1964 | Plataforma LC-17A do Cabo Canaveral | Syncom 3   | Êxito     | Primeiro voo de um Delta D. |
| 426/D-30 | 6 de abril de 1965   | Plataforma LC-17A do Cabo Canaveral | Intelsat I | Êxito     | Último voo de um Delta D.   |